# Chanson d'ailleurs
Chanson d'ailleurs est un recueil de quatre nouvelles de l'écrivain sud-coréenne Kim Ae-ran publié en 2012.

## Résumés des nouvelles

### Chanson d'ailleurs
Yong-dan est chauffeur de taxi à Séoul. Il écoute les cassettes que feu sa femme a enregistrées pour qu'il puisse apprendre sa langue natale, le chinois. Cette immigrée chinoise, Myeong-hwa, beaucoup plus jeune que lui aura été son seul rayon de soleil dans une société où il ne trouve pas bien sa place. Elle est venue clandestinement travailler en Corée avec sa sœur, laquelle dut repartir en Chine après avoir perdu un œil dans un accident de travail. Yeong-dan n'a jamais eu de rapport excellent aux autres, y compris avec les membres de sa famille. Même lorsqu'il retourne dans la campagne coréenne pour les obsèques de sa mère, ses frères lui font comprendre qu'il n'est pas le bienvenu. Lorsque, quelques mois plus tard, il prend en passager un cousin de son père, et qu'il aperçoit celui-ci dans un autre taxi sur le chemin inverse, il comprend que ce dernier lui a menti. À la suite de ce mensonge, un de plus, il s'enfonce dans la nuit en écoutant ses cassettes, en roulant toujours plus vite...

### L'axe du jour
Madame Gi-ok est une quinquagénaire veuve travaillant comme femme de ménage à l'aéroport international d'Incheon. Elle est responsable de deux toilettes. Son fils purge une peine de prison pour avoir détroussé et avoir frappé un coursier. Le quotidien peu palpitant de Madame Gi-ok est décrit avec quelques anecdotes positives et les aspects négatifs de son travail. L'alopécie dont elle est atteinte est probablement la résultante des tracas que l'incarcération de son fils lui provoquent. Lorsqu'elle va voir son supérieur pour lui demander de remplacer sa collègue, "Madame Bupyeong", pendant la fête de Chuseok, elle a oublié de remettre le foulard lui permettant de cacher sa perte de cheveux par plaques. Et celui-ci peine à la reconnaître...

### Cuticules
Une femme de vingt-hui ans originaire de la province coréenne, quitte son domicile de la banlieue de Séoul pour se rendre à Myeongdong au mariage d'une amie d'université. En chemin, influencée par sa seonbae, qui travaille dans une agence de publicité, elle entre dans un magasin de nail art et se laisse convaincre de se faire soigner les ongles. Elle est étonnée de la quantité de soins qu'une si petite surface du corps peu solliciter, mais est particulièrement satisfaite du résultat. Elle arrive au mariage où personne ne semble remarquer ses ongles. Poussée à réceptionner le bouquet de la mariée, elle est gênée à cause des auréoles qui se dessinent sous ses aisselles, et que le photographe ne manque pas d'immortaliser. Après le mariage, elle se rend à Namsan où travaille une amie dans un café. D'abord en taxi, elle termine son trajet à pied. Seulement, entre-temps, elle s'est laissé convaincre de prendre une carte de crédit dans une agence qui lui offre sur le champ une valise de voyage. Chargée et en talons hauts, elle arrive donc au sommet de Namsan toute transpirante. Après le service de son amie, elles vont boire un coup, et cette dernière lui annonce que finalement elle ne partira pas en voyage avec elle...

### Hôtel Neak Ta
Eun-ji et Seon-yun sont deux amies qui ne sont quasiment jamais perdues de vue depuis l'université. Seonyun, après avoir été larguée par son petit ami au bout de six années de relation, décide d'accepter la proposition d'Eun-ji de partir en voyage. Elle casse alors son compte épargne à cette fin. Elles projettent alors de partir en Asie du Sud-Est, et de passer voir une amie de fac, Dan-bin, qui vit actuellement au Vietnam, et qui forme le troisième membre du trio. Elles commencent leur périple en Thaïlande, où leur séjour est agrémenté de bières Singha, et de visites de monuments, entre deux séjour sur les plages. Puis elles se rendent au Cambodge. Mais au cours du voyage, la relation entre les deux jeunes femmes se dégrade, l'une énervant l'autre et inversement. Au Cambodge, elle séjourne une nuit dans l'hôtel Neak Ta, où sont censés apparaître les fantômes de personnes chères. Et en effet, Seo-yun voit sa grand-mère, morte cinq ans auparavant. Une grosse dispute finit par éclater entre les deux amies à la frontière avec le Vietnam. Elles attendent dans un aéroport vietnamien la venue de leur amie commune Dan-bin, qui a toujours réussi à recoller les morceaux lors des disputes, mais cette dernière ne pourra finalement pas venir les chercher...